# رباح (المفلحي)

تعديل مصدري - تعديل

رباح هي إحدى قرى عزلة المفلحي بمديرية المفلحي التابعة لمحافظة لحج، بلغ تعداد سكانها 177 نسمة حسب تعداد اليمن لعام 2004.